# Защитов
Защитов (укр. Защитів) — село в Локачинской поселковой общине Владимирского района Волынской области Украины.
До 2020 года входило в Локачинский район.
Код КОАТУУ — 0722483902. Население по переписи 2001 года составляет 104 человека. Почтовый индекс — 45550. Телефонный код — 3374. Занимает площадь 0,333 км².